# Johannes Walch
Johannes Walch (* 9. Mai 1760 in Salzungen; † 21. März 1829 in Schweina) war ein deutscher evangelischer Geistlicher und Pädagoge.

## Leben
Johannes Walch wurde als vierter Sohn des Handschuhmachers Jakob Friedrich Walch und dessen Ehefrau Dorothea Regina, geb. Stieler aus Oepfershausen, geboren. Sein ältester Bruder Ernst Julius Walch (* 28. August 1751 in Salzungen; † 15. März 1825 ebenda)  wurde später Superintendent in Salzungen.
Johannes Walch besuchte von 1765 bis 1777 die Stadtschule in Salzungen und von 1777 bis 1780 das Lyceum in Meiningen (heute: Henfling-Gymnasium Meiningen), hierzu wurde er in der Henflingschen Stiftung (eine Art Studentenheim) aufgenommen. Seine Lehrer waren Johann Adam Emmrich (1734–1796), Johann Christian Volkhart (1740–1823) und Reinhard Jacob Christian Thilo.
1780 begann er ein Theologie-Studium an der Universität Jena und besuchte die Vorlesungen bei Ernst Jakob Danovius, Johann Jakob Griesbach, Johann Gottfried Eichhorn, Loder und Justus Christian Hennings. Als Ernst Jakob Danovius am 18. März 1782 starb, war Johannes Walch so erschüttert, dass er kurz darauf die Universität verließ und für sich selbst studierte.
Im Januar 1783 wurde er als theologischer Kandidat aufgenommen und im Juni desselben Jahres fand er eine Anstellung als Hauslehrer in Sulzbach bei Frankfurt am Main und als Hilfsprediger des Pfarrers Otto Kretzschmar.
Im Februar 1786 wurde er als Lehrer in einer Erziehungsanstalt für junge Engländer, Franzosen und Deutsche in Frankfurt am Main angestellt, dort blieb er bis Juli 1789. Anschließend gab er Privatunterricht in angesehenen Häusern in Frankfurt am Main.
Am 15. März 1791 wurde er Collaborator am Lyceum in Meiningen und erhielt zwei Jahre später am 27. August 1793 die Stelle des Rektors. Im April 1797 wurde er, gemeinsam mit dem damaligen Konrektor und späteren Superintendenten von Meiningen, Adam Gottlieb Lange (1762–1826), mit dem ihn eine lebenslange enge Freundschaft verband, als Collaborator des Geistlichen Stadtministeriums in Meiningen angestellt; hierbei behielt er sein Amt als Rektor.
Am 22. April 1799 wurde er Adjunkt und erhielt eine Anstellung als Pfarrer in Schweina und Bad Liebenstein, zugleich wurde er Assessor des geistlichen Untergerichts.
Johannes Walch wurde am 10. Mai 1828 zum Superintendenten ernannt.
Er heiratete am 7. Januar 1794 Susanna Magdalena, geb. Meyer aus Salzungen (* unbekannt; † 6. März 1807), mit der er gemeinsam eine Tochter und zwei Söhne hatte:
- Auguste Walch; diese heiratete den Rechnungsrevisor Georg Sterzing in Meiningen;
- Friedrich Theodor Walch, Buchbinder in Salzungen;
- Heinrich Christian Walch, Pfarrer in Witzelroda.

## Schriften (Auswahl)
- Salzungens milde Stiftungen: eine Schrift, wodurch zur Anhörung der henflingischen Gedächtnißrede im Konvikt auf morgen Vormittag um 10 Uhr alle Beförderer, Gönner und Freunde der Schulen höflichst eingeladen werden. Meiningen gedruckt mit hartmannischen Schriften 1799.